# Медлин Жилије
Медлин М. Жилије (фр. Madeleine M. Joullié, Париз, 29. март 1927) је америчка хемичарка француског порекла. Једна је од првих научница и прва професорка органске хемије на Универзитету Пенсилванија, једном од водећих америчких универзитета. Постигла је запажене резултате као професор на основним и постдипломским студијама, а такође и као ментор студентима. Течно говори три језика – енглески, француски и португалски.
Медлин Жилије је такође још увек активан истраживач у области органске хемије, а објавила је три уџбеника, више од 18 рецензија чланака и више од 300 научних радова. Њен рад у области синтезе органских једињења попут тилорона, фураномицина и већег броја циклопептида потпомогли су развој антибиотика и антивирусних лекова. Медлин Жилије је добитница бројних награда, између осталог укључујући Медаљу Гарван-Олин 1978. године, коју додељује Америчко хемијско друштво хемичаркама за истакнута научна достигнућа, лидерство и заслуге.
Медлин Жилије је 1953. године, када је дошла на постдипломске студије на Универзитет Пенсилваније, била прва и једина женска студенткиња на целом универзитету. Својим примером и радом, залагала се и извршила је значајан утицај на једнак положај жена и мушкараца на свом факултету.

## Биографија
Медлин М. Жилије је рођена у Паризу, у главном граду Француске. Услед посла њеног оца, преселили су се у Рио де Жанеиро, у Бразилу, где је похађала Француски лицеј (фр. Lycée Français). Једно краће време су живели и у Сао Паолу. Године 1946. Жилије се преселила у САД, ради студија, где је 1949. завршила основне студије на Сајмонс Колеџу, женском колеџу у Бостону. Након тога, преселила се у Филаделфију, где је била једина постдипломска студенткиња хемије на Универзитету Пенсилванија. У то време, у целој згради није било чак ни женског тоалета. Годину дана након тога, стекла је магистарско звање (1950) и затим врло ускоро, докторско (1953) на истом универзитету. Њен ментор био је Алан Д. Реј, који је извршио снажан утицај на Медлин Жилије како би се касније бавила истраживачким и професорским радом.
У том периоду, такође на факултету, само на одељењу за физику, упознала је и свог будућег супруга Ричарда Е. Пранга (1932–2008). Венчали су се 1959. године, када је Медлин имала 32 године и остали су у браку готово 50 година, све до његове смрти. Нису имали деце.
Након докторских студија, Медлин Жилије је добила посао на Хемијском факултету Универзитета Пенсилваније, као прва жена на тој позицији. Предавала је органску хемију студентима основних студија пет дана у недељи и такође, водила је лабораторију. У првих пет година, ниједан дипломирани студент није се јавио како би радио са њом, стога је за сараднике узела још несвршене студенте. Ипак, временом, како је број жена на факултету растао, тако је почела да прима и дипломиране студенткиње, касније и студенте да раде са њом.
Године 1974. је постала редован професор на том универзитету, где је и провела највећи део своје каријере. Ипак, једно време је захваљујући свеобухватној стипендији предавала и на Универзитету у Бразилу (1965), када је написала и један уџбеник из хемије хетероцикличних једињења на португалском. Била је гостујући професор Универзитета Колумбија (1968), гостујући професор у Националном истраживачком центру у Греноблу, Француска (1987), затим Универзитета Калифорнија у Санта Барбари (1989) и гостујући професор на Кембриџу (1997).

## Научни рад
У својој раној фази каријере, Медлин Жилије се заинтересовала за хетероциклична једињења, под утицајем свог ментора на докторским студијама Алана Д. Реја. Њени први радови су везани за ароматичне и хетероцикличне структуре, као и хетероциклична једињења са флуором. У сарадњи са Питером Јејтсом (енгл. Peter Yates) са Универзитета у Торонту, 1972. године је добила једну од својих првих награда од стране Америчког хемијског друштва. У том периоду, бавила се синтезом тилорона, који штити ћелије, што је касније било искоришћено за развој антибиотика и антивиротика.
С обзиром на тај успех, Медлин Жилије је наставила органском синтезом природних производа, тако је 1980. године пбјавила прву асиметричну комплетну синтезу антибиотика фураномицина. Медлин је прва употребила израз „трансфер хиралности”. Ослањајући се на њен рад, откривена је комплетна синтеза више других природних производа, попут мускарина, геипарварина, аскофуранона и других.
Радила је и са истакнутим научницима, попут Џуде Фолкмана, Пола Б. Веиза на синтези бета-циклодектрин сулфата, цикличног шећера који се везује за зидове растућих крвих судова и својим везивањем смањује раст нових капилара. Ово има примену у хемотерапији, конкретно везано за ангиогенезу и ангиогенезу у туморима, као и рестенозу.
Медлин М. Жилије се дуже време бавила и дидеминима, класом макроцикличних депсипептида, као и једињењима аналогним нинхидрину. Из њене лабораторије су потекла једињења са појачаним хромогеним и флуорогеним својствима, корисним у форензици и у откривању отиску прста са неке подлоге. Конкретно, радила је за Тајну службу Сједињених држава у области развоја реагенаса за отисак прста. Такве супстанце не смеју бити токсичне у првом реду, а исто тако не смеју оштетити доказ отиска са места истраге и испунити низ других критеријума. У ту сврху, Жилије је радила на употреби индандионских супстанци које реагују са аминокиселинама из уља које се налазе на врховима прстију човека. Предност им је што су јефтиније за производњу, лакше за употребу, а осетљивије су, тј. дају јаснији и оштрији контраст у додиру са подлогом. Управо та супстанца и данас користи у облику спреја у првој фази форензичким испитивањима латентним отисцима прста.

## Списак награда
- Награда Едвард Лит (енгл. Edward Leete Award), 2009.
- Артур Ц. Коуп награда за академике, (енгл. Arthur C. Cope Senior Scholar Award) – додељује Америчко хемијско друштво, 2002.
- Награда за истакнута достигнућа Универзитета Пенсилванија, Асоцијација дипломираних студената и Фи Ламбда Ипсилон, 1999.
- Награда Америчког хемијског друштва за подстицај научница у хемијским наукама, 1998.
- Награда Х. Мартина Фридмана, Ратгерз Универзитет (енгл. H. Martin Friedmann Lectureship, Rutgers University), 1995.
- Хенри Хил награда (енгл. Henry Hill Award), 1994.
- Награда Клуба органских хемичара Филаделфије (енгл. Philadelphia Organic Chemist's Club Award), 1994.
- Главна награда Универзитета Филаделфија (енгл. Philadelphia Chapter Award) – додељена на Другој годишњој асоцијацији америчких жена у науци, 1991.
- Линдбек награда (енгл. Lindback Award) за истакнуто подучавање, 1991.
- 34. годишња награда (енгл. 34th Annual Scroll Award) – додељује Амерички институт хемичара, 1988.
- Награда факултета у власништву компаније , 1984.
- Медаља Гарван-Олин (енгл. Garvan–Olin Medal), 1978.